# Drávagárdony
Drávagárdony je obec v Maďarsku v župě Somogy. Obec se nachází nedaleko hranic s Chorvatskem.

## Poloha
Drávagárdony se nachází jedenáct kilometrů jihovýchodně od okresního města Barcs, dva kilometry od levého břehu řeky Drávy, která tvoří hranici s Chorvatskem. Sousedními obcemi jsou Drávatamási, Kastélyosdombó a Potony.

## Doprava
Přes Drávagárdony vede vedlejší silnice č. 58162. Autobusové spojení vede přes Drávatamási a Darány do Barcsu a přes Kastélyosdombó, Potony a Tótújfalu do Szentborbás. Nejbližší železniční stanice se nachází v Daranech na severozápadě. Obcí vede cyklotrasa EuroVelo 13.